# Кукушка в тёмном лесу
«Кукушка в тёмном лесу» (чеш. Kukačka v temném lese, пол. Kukułka w ciemnym lesie) — польско-чехословацкий фильм 1985 года режиссёра Антонина Москалика. В главной роли Олег Табаков.
В основе написанного Владимиром Кёрнером сценария — документальная книга «Дети со знаком» («Děti s cedulkou») Зденека Слабого, написанная на основе воспоминаний людей, прошедших нацистские «детские дома».

## Сюжет
«Кукушка в тёмном лесу» о драматической судьбе девочки Эмилки из моравской деревни, увезённой в гитлеровский рейх, в немецкий детдом на «перевоспитание», потому что она по представлениям нацистской науки о чистоте расы отвечала так называемым нордическим параметрам. Сценарий написал В. Кернер, поставил картину режиссёр А. Москалик, а одну из главных ролей — эсэсовца Кукуцка — сыграл советский актёр О. Табаков.
12-летняя девочка Эмилька живёт с родителями в оккупированной Чехословакии. Её отца немцы убивают, мать увозят в неизвестном направлении, а Эмильку отправляют в концлагерь. Но тут ей везёт — благодаря светлым волосам и голубым глазам она классифицируется как арийка комиссией из Главного управления СС по вопросам расы и поселения, и избегает жестокого обращения, которому подвергаются другие дети.
Вместе с другими детьми, у которых оказалась достаточно нордическая внешность — «материал» для германизации, её отправляют в специальный интернат со строгой дисциплиной, где она должна стать одной из Расы господ. Она уже не Эмилька, а Ингеборге, она должна говорить только по-немецки, она должна стать образцовой немецкой девочкой.
На специальном представлении детей для будущих «родителей» она приглядывается Кукуцкому, как позже выясняется — офицеру СС, коменданту концлагеря. Удочерённая (вернее, купленная за 50 марок) им, она отправляется вместе с ним. Но в немецкой школе дети считают её чужой и дразнят, по новой фамилии дают кличку «кукушка». Её новая «мать» Фрида, прикованная к инвалидному креслу, издевается над девочкой, но вмешательство Кукуцкого прекращает это. Он надеется завоевать любовь ребёнка…
Когда немецкие войска начинают отступать, Кукуцкий оставляет жену, и в гражданской одежде, с чужими документами, вместе с Эмилькой пытается прорваться в Швейцарию, в толпе беженцев ему это почти удаётся, и попадает в английскую зону оккупации. Однако, когда он оставляет Эмильку одну на несколько мгновений, та убегает, и в то же время кто-то из бывших заключённых его концлагеря узнаёт его, и он погибает от самосуда толпы.
В финале Эмилька возвращается домой и встречает в своей пражской квартире маму.

## В ролях
- Мирослава Сучкова — Эмилька
- Олег Табаков — Отто фон Кукунка, комендант лагеря Штуттхоф
- Алиция Яхевич — Фрида, его жена
- Виллем Бессер — учитель
- Мила Мысликова  — фрау Крамер, директор «детского дома»
- Йоланта Грушниц — Ванда, служанка
- Рафал Вечиньский — Сташек
- Иоахим Лямжа — гармонист
- Яна Андресикова — фрау Хёпфнер
- Алена Карешова — фрау Лютке
- Павел Травничек — Крумей
- Адам Бауманн — надзиратель
- Анджей Бельский — член идентификационной комиссии
- Фердинанд Матысик — член идентификационной комиссии
- Ирена Лясковская — член идентификационной комиссии
- Юзеф Качиньский — бывший узник концлагеря
- Игор Куявский — узник № 16710
- Сильвестр Мацеевский — эсэсовец Кнопке
- Зденек Мартинек — немецкий врач
- Хенрик Хунко — немец

## Съёмки
Съёмки фильма велись в Чехословакии и Польше, в том числе местом съёмок стал концлагерь Освенцим.
Олега Табакова на главную роль эсэсовца режиссёр пригласил специально, увидев его в фильме «Семнадцать мгновений весны».

Я играю бывшего эсэсовца, коменданта концлагеря. Вот такая неожиданная роль!
Мы ставили картину о том, каким образом зародился и какими соками вскармливался фашизм, где кончился Гейне и начался Гитлер.— Олег Табаков

## Критика
В фильме немаловажную роль играют чисто сюжетные ходы. Рассказывая историю девочки из Богемии, увезённой в Германию, — её физические данные на редкость отвечают фашистскому идеалу «арийской расы», авторы картины на мой взгляд, порой несколько обнажёнными средствами стремятся показать попытку уничтожить в ребёнке национальные корни, перестроить мышление, подчинить чужой воле. В художественном решении этой коллизии есть некоторая прямолинейность, нажим, порой издержки вкуса.— Искусство кино, 1985
Видный учёный-югославист, сотрудник Института славяноведения РАН филолог М. Б. Ешич в одной из своих работ разобрал использование авторами фильма метода эвокации для представления многоязычия персонажей:

Мера употребительности и функциональная сила отдельных языков здесь отчётливым образом изменяется и развивается в связи с неоднократной переменой места действия, в соответствии с которой кинофильм членится несколько частей. В начале фильма основным методом является скорее присутствие многоязычности. Она выразительно входит в ткань кинофильма в сцене отбора девушек, годных к германизации. Ничего не понимающей Эмилке противопоставлены немецкие команды (komm!). В части фильма, посвящённой процессу «перевоспитания» в детском доме, устанавливается резкий контраст между немецким и другими языками. Немецкий язык функционирует в качестве доминирующего языка, который беспощадно подчиняет себе детей, проникая в их сознание. Использование других языков (чешский Эмилки, польский мальчика Сташека) становится жестом протеста и проявлением стремления сохранить свою идентичность (дети подвергаются наказанию за использование ненемецких слов). Так воспринимаются чешско — польские разговоры Эмилки со Сташеком или сцена, в которой Эмилка в ответ на насильно внушаемую немецкую считалку, повторяет про себя считалочку чешскую. Немецкий язык используется в детском доме весьма громко и агрессивно, речь идет, правда, об очень коротких, простых и, можно сказать, стандартных выражениях (распоряжения и команды, повторяемые лозунги и считалки), значение которых определяется для зрителя тем, что они являются документальным свидетельством отупляющей муштры, как метода воздействия на детей.— Язык как средство трансляции культуры / М. Б. Ешич. — М.: Наука, 2000. — 310 с. — С. 256.

## Награды
Фильм получил Гран-при III Всемирного телевизионного фестиваля в Саппоро (Япония, 1988):

Гран—при получил фильм «Кукушка в тёмном лесу» (см. о нём «ИЛ», 1985, 9). Кинокартина, в основе которой лежат действительные события времён Второй мировой войны, заслужила высшую оценку 350 японских деятелей культуры — одновременно и публики, и жюри фестиваля, — была признана лучшей из шести конкурсных художественных лент.— журнал «Иностранная литература», 1988